# Marcus Abeles
Dr. Marcus Mordechai Abeles (8. srpna 1837, Nedražice – 31. prosince 1894, Vídeň) byl rakouský lékař původem z Čech a soukromý docent internista na univerzitě ve Vídni.

## Život

### Mládí, studia, manželství a děti
Marcus Abeles se narodil v Nedražicích (v čp. 54) jako čtvrté z pěti dětí do židovské rodiny Samuela Abelese (1805 Nedražice – 1888 Nedražice) a Elisabethy Barbary Abeles, rozené Hauser (28. 3. 1801 Radonice, Milavče – 26. 1. 1879 Nedražice). Jeho sourozenci: Lippmann Abeles (1829–1890 Cheb), Amalia Bloch, rozená Abeles, Leopold Abeles (1833–1912 Cheb) a Bernard Baruch Abeles (1843–1887 Merano, Jižní Tyrolsko). V obci již žili i předkové Samuela, a to jeho otec Isaak Abeles a matka Saara, rozená Steiner (†1836) i děd Mathes Abeles (†1802) s manželkou Magdalenou.
Po absolvování klasického studia v Praze byl Marcus v roce 1858 přijat na lékařskou fakultu Vídeňské univerzity, kde vystudoval medicínu a promoval v roce 1863 s titulem MD. Později, v roce 1868, promoval jako doktor chirurgie.
S manželkou Augustou Abeles, rozenou Grailich (22. prosince 1858 Vídeň – 22. července 1916 Vídeň) měl dceru Marianu Eissler, rozenou Abeles, jenž zemřela ve Vídni 19. prosince 1915, a syna Rudolfa Andrease Josefa Abelese (13. ledna 1883 Vídeň – 18. prosince 1963 Washington, D.C.). Obě děti v dospělém věku přijaly příjmení Allers. Syn Rudolf A. J. Allers byl jako lékař psychiatr a bývalý student Sigmunda Freuda a Alfreda Adlera, po anšlusu Rakouska nacistickým Německem v březnu 1938, pronásledován národními socialisty. V témže roce emigroval do Spojených států.

### Lékařská praxe a konec života
Po skončení studií pracoval ve Všeobecné nemocnici města Vídně u profesora moravského původu Ferdinanda von Hebry, následovníka profesora Josefa Škody. Později přesídlil do Káhiry v Egyptě, kde byl ve funkci ředitele Evropské nemocnice. Po delegování rakouskou vládou do mezinárodní hygienické komise se přestěhoval do Alexandrie.
Zpět do Čech se vrátil v roce 1870 a usadil se v Karlových Varech a vedl lékařskou praxi v nedalekém Chodově. V Karlových Varech působil v letních měsících jako lázeňský lékař, jenž léčil především nejvýznamnější lázeňské hosty. Mimo lázeňskou sezonu, v zimním období, prováděl ve Vídni vědecký výzkum diabetu, jehož výsledkem bylo postupně autorství šesti lékařských publikací s touto tematikou. Od roku 1884 přednášel na lékařské fakultě Vídeňské univerzity. Zde byl ve stejném roce jmenován soukromým docentem.
Marcus Abeles zemřel na náhlou zástavu srdce 31. prosince 1894 ve Vídni. Je pochován na hřbitově v 19. městském okrese, ve čtvrti Döbling, jež leží na severozápadním okraji rakouského hlavního města.

### Ocenění
Byl nositelem rakouského císařského Řádu Františka Josefa (Kaiserlich österreichischer Franz Joseph-Orden) a taktéž nositelem Řádu italské koruny (Ordine Della Corona ď Italia).